# A Walk to Remember
(Un paseo para recordar en España y Argentina y Un amor para recordar en algunos países de Latinoamérica) es una película de drama adolescente estadounidense de 2002 ambientada en Beaufort, Carolina del Norte y basada en la novela de Nicholas Sparks del mismo título, publicada en 2002. Está protagonizada por la cantante de pop y actriz Mandy Moore y el actor de la serie Once and Again Shane West, dirigida por Adam Shankman y producida por Denise Denovi, Hunt Lowry y Antonella Tugnoli.

## Trama
Landon es un chico rebelde y Jamie es la chica buena, hija del reverendo.
Hasta antes de interpretar una obra juntos ellos dos no hablaban y él se burlaba de ella con sus amigos, pero al causar un accidente, Landon es obligado a participar en una obra teatral.
Viendo que tenía problemas para interpretar el rol principal de la obra, le pide ayuda a Jamie, quien también tiene el rol principal en la obra y a pesar de que, en un principio, no esta dispuesta a ayudarlo, acepta hacerlo con una extraña condición: que Landon prometiera nunca enamorarse de ella; una proposición que Landon no encontró difícil de aceptar.
Las prácticas comienzan, pero Landon evita hablar con Jamie mientras no están en sus ensayos por miedo a lo que los demás puedan decir. Jamie se siente ofendida de cómo Landon la trata cuando no están en privado, y aún peor cuando él está con sus amigos; así que se niega a seguir con las prácticas. Sabiendo lo mal que pudo haber hecho sentir a Jamie, Landon le pide una segunda oportunidad para compensarlo.
De a poco, a medida que van pasando más tiempo juntos, durante los ensayos, Landon empieza a conocer lo maravillosa que es Jamie y al mismo tiempo, él encuentra lo bueno que es en él mismo, y Jamie empieza a verlo también. Ambos empiezan a sentir una confianza que, aunque no lo digan en un principio, se va convirtiendo en amor. El día de la obra llega,  la belleza interna y externa de Jamie se muestra en su esplendor y Landon, impulsivamente, la besa sin importar que todo el público estuviera viendo. Ahí se dan cuenta de que se quieren, pero mal vistos por los amigos de Landon y por el padre de Jamie.
A Jamie al parecer no le gustó eso e intenta huir de Landon, mientras que él le reclama que tiene miedo de sentir algo y por eso se esconde en sus libros de literatura. Después de ello los amigos de Landon humillan a Jamie con una fotografía. Landon al ver eso la defiende de ellos, llevándola luego a su casa y entonces Landon invita a salir a Jamie y ella le responde que su padre no se lo permite; él al escuchar eso convence a su padre de dejarla salir por lo que él termina aceptando.
En aquella invitación Landon cumple dos deseos de la lista de Jamie, son estar en dos lugares a la vez y un tatuaje. En esa salida Landon declara su amor a Jamie diciéndole que la ama, mientras que ella le hace recordar la promesa que le hizo. Juró cumplir que él nunca se enamoraría de ella, pero ella lo acepta y terminan estando juntos.
Finalmente, Jamie revela a Landon que tiene leucemia y que le queda poco tiempo de vida. Éste se encarga de cumplir todos los deseos de Jamie, descritos por ella tiempo antes, tal como bailar al amanecer, ver una lluvia de estrellas, y lo más importante, casarse en la iglesia donde sus padres lo hicieron. Jamie muere poco tiempo después, y Landon descubre su verdadera vocación: la medicina.
Landon regresa después de cuatro años al pueblo y visita al padre de Jamie, diciéndole que ingresó a la escuela de medicina y entregándole el libro de Jamie, el cual era de su madre y contiene citas de sus libros favoritos e ideas famosas.
Landon visita el lugar por donde caminó junto con Jamie y recuerda todo lo hermoso que pasaron juntos, dándose cuenta de que ella le salvó la vida y ese fue el milagro que ella tanto quería presenciar. Él siempre extrañará a Jamie y nunca la olvidará, diciendo que su amor es como el viento: no se ve, pero se siente.

## Reparto
| Actor                     | Personaje                  |
| ------------------------- | -------------------------- |
| Shane West                | Landon Rollins Carter      |
| Mandy Moore               | Jamie Elizabeth Sullivan   |
| Peter Coyote              | Reverendo Hegbert Sullivan |
| Daryl Hannah              | Cynthia Carter             |
| Lauren German             | Belinda                    |
| Clayne Crawford           | Decano                     |
| Paz de la Huerta          | Tracie                     |
| Al Thompson               | Eric                       |
| Jonathan Parques Jordania | Walker                     |
| David Lee Smith           | Dr. Carter                 |
| Matt Lutz                 | Gephardt Arcilla           |

## Premios y nominaciones
| Año  | Premio             | Categoría                                          | Destinatario             | Resultado | Ref   |
| ---- | ------------------ | -------------------------------------------------- | ------------------------ | --------- | ----- |
| 2002 | MTV Movie Awards   | Actriz revelación                                  | Mandy Moore              | Ganadora  |       |
| 2002 | Teen Choice Awards | Actriz revelación en una película                  | Mandy Moore              | Ganadora  | [ 1 ] |
| 2002 | Teen Choice Awards | Actriz de drama/aventura de acción en una película | Mandy Moore              | Nominada  | [ 1 ] |
| 2002 | Teen Choice Awards | Química en una película                            | Mandy Moore y Shane West | Ganadores | [ 1 ] |

## Taquilla
La película recaudó  $12,177,488 USD en su primer fin de semana, detrás de Snow Dogs y Black Hawk Down.

## Banda sonora
|    | Título                             | Artista                        | Duración |
| -- | ---------------------------------- | ------------------------------ | -------- |
| 1  | «I dare you to move»               | Switchfoot                     | 4:08     |
| 2  | «Cry»                              | Mandy Moore                    | 3:45     |
| 3  | «Someday we'll know»               | Mandy Moore y Jonathan Foreman | 3:43     |
| 4  | «Dancing in the moonlight»         | Toploader                      | 3:52     |
| 5  | «Learning to breathe»              | Switchfoot                     | 4:35     |
| 6  | «Only hope»                        | Mandy Moore                    | 3:54     |
| 7  | «It's gonna be love»               | Mandy Moore                    | 3:51     |
| 8  | «You»                              | Switchfoot                     | 4:12     |
| 9  | «If you believe»                   | Rachael Lampa                  | 3:50     |
| 10 | «No one»                           | Cold                           | 3:16     |
| 11 | «So what does it all mean?»        | West, Gould y Fitzgerald       | 2:59     |
| 12 | «Mother, we just can't get enough» | New Radicals                   | 5:44     |
| 13 | «Only hope»                        | Switchfoot                     | 4:14     |